# Острів Принца Карла
Острів Принца Карла (норв. Prins Karls Forland) — острів у архіпелазі Шпіцберген. Острів безпосередньо розташований на захід від острова Західний Шпіцберген. Весь острів і навколишня морська акваторія входить до складу національного парку Форландет.

## Історія
Острів був відкритий голландським мореплавцем і дослідником Віллемом Баренцом у 1596 році. У 1610 році англійський дослідник Йонас Пул назвав його Острів Блек Поінт. До 1612 року англійські китобої називали його Островом Принца Чарльза за ім'ям сина корля Якова I, Чарльза, який згодом став королем Англії і Шотландії. Голландці називали його Kijn Island, у пам'ять купця, який загинув у 1612 році, здіймаючись на вершину острова. Англійці побудували тимчасову китобійну станцію у північній частині острова, відому англійцям як ярмарок Foreland (у наш час — Fuglehuken).
| Норвегія | Це незавершена стаття з географії Норвегії. Ви можете допомогти проєкту, виправивши або дописавши її. |